# Antonio Arámbula López
José Antonio Arámbula López (9 de diciembre de 1968) es un ingeniero y político mexicano, miembro del Partido Acción Nacional.
Primer Presidente Municipal reelecto de Jesús María, Ags. Tomando posesión del cargo por tercera ocasión el 14 de octubre de 2021. 
De 2019 a 2021 se desempeñó como Presidente Municipal del municipio de Jesús María, Aguascalientes, México (2019-2021). 
Fue Secretario de Administración del Municipio de Aguascalientes (2017-2018). También presidente municipal de Jesús María en el periodo del 1 de enero de 2014 al 31 de diciembre del 2016. Además, diputado federal por el Distrito I Electoral Federal de Aguascalientes en la LXI Legislatura (2009-2012). Adicionalmente, diputado local por el entonces Distrito IX en la LX Legislatura (2004-2007). También ejerció el puesto de vicepresidente para los municipios de menos de 250 mil habitantes y secretario de la Región Centro-Occidente y de la Asociación Nacional de Alcaldes (A.N.A.C.).

## Biografía
- José Antonio Arámbula López en la página oficial de la Cámara de Diputados Archivado el 7 de abril de 2012 en Wayback Machine.

- Datos: Q5697776